# Bolzano (stad)
Bolzano (Duits: Bozen; Ladinisch: Bulsan) is de hoofdstad en grootste stad van de Italiaanse autonome provincie Zuid-Tirol. Bolzano vormt een Zuid-Tiroolse districtsgemeenschap (Duits: Bezirksgemeinschaft; Italiaans: comunità comprensoriale; Ladinisch: cumunità raion of comunitè comprensoriala).
Het inwonertal bedroeg in 2022 106.918 personen. De stadsregio telt 140.000 personen. Hoewel de totale bevolking van Zuid-Tirol in grote meerderheid Duitstalig is, is de verhouding in de stad Bolzano ten gevolge van een italianiseringspolitiek tijdens zowel het interbellum als de jaren 60 precies omgekeerd: volgens de volkstelling in 2001 spreekt 73% er Italiaans, 26% Duits en 1% Ladinisch. In Bolzano is 8% van de bevolking in het buitenland geboren of van buitenlandse afkomst.
De burgemeester van Bolzano sinds 2016 is Renzo Caramaschi een onafhankelijke politicus van centrumlinks.

## Geografie
In de stad mondt de Talfer (Talvera) uit in de Eisack (Isarco), die op zijn beurt ten zuiden van Bolzano uitmondt in de rivier de Etsch (Adige).
De stad bevindt zich in een breed dal. De belangrijkste bergen van Bolzano zijn de Stadlegg (Monte Pozza, 1616 meter) en de Kohlern (Colle). Bolzano heeft een continentaal klimaat: de winters zijn er koud en de zomers heet.

## Toerisme
Toeristen komen naar (de omgeving van) Bolzano om te fietsen, te wandelen, voor het bergbeklimmen, of het skiën, en voor de wijnen, het eten, de Dom van Bolzano, en de drie kastelen. In Bolzano bevindt zich voorts het Zuid-Tiroler Archeologiemuseum, waar de ijsmummie Ötzi te bezichtigen is.

## Stadsdelen
- Zentrum-Bozner Boden-Rentsch
- Oberau-Haslach
- Europa-Neustift
- Don Bosco-Neugries
- Gries-Quirein

## Musea
- Zuid-Tiroler Archeologiemuseum
- Stadsmuseum
- Natuurmuseum
- Museum voor moderne kunst („Museion“)
- Merkantilmuseum
- Schoolmuseum
- Messner Mountain Museum

## Verkeer en vervoer
De belangrijkste autosnelweg is de A22, die van de Brennerpas in het noorden komt. Voorts ligt het station Bolzano aan de Brennerspoorlijn die Innsbruck met Verona verbindt. Er is een internationale luchthaven van Bolzano.

## Kastelen
In het gebied rond Bolzano zijn veel kastelen. De drie belangrijke kastelen van de stad:
- Kasteel Maretsch
- Kasteel Runkelstein
- Kasteel Sigmundskron

## Sport
Bolzano was in 1994 gastheer van het WK ijshockey.
FC Südtirol is de voetbalclub van Bolzano en geldt als de sterkste Duitstalige voetbalclub van Italië.

## Afbeeldingen

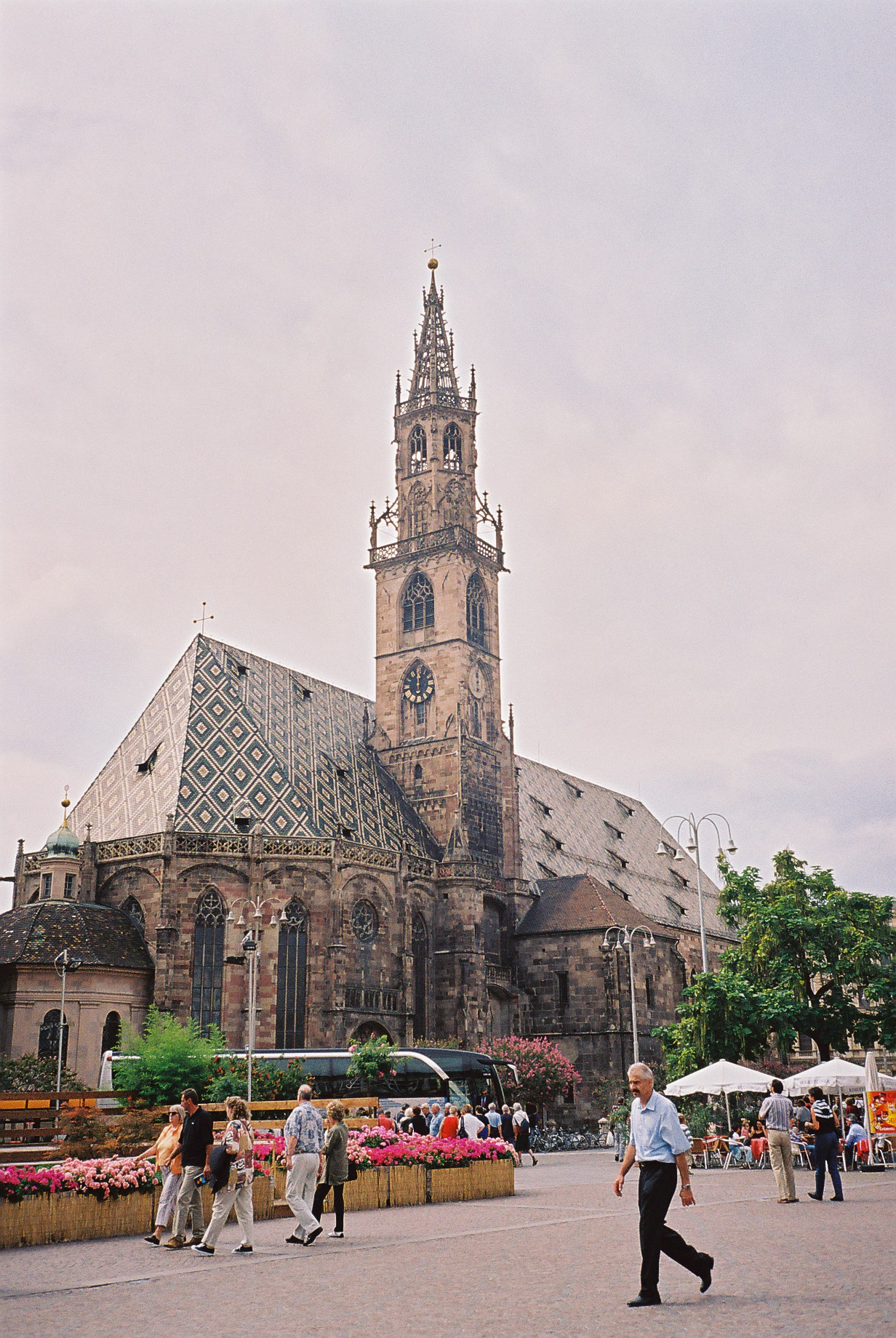
Maria-Hemelvaartdom
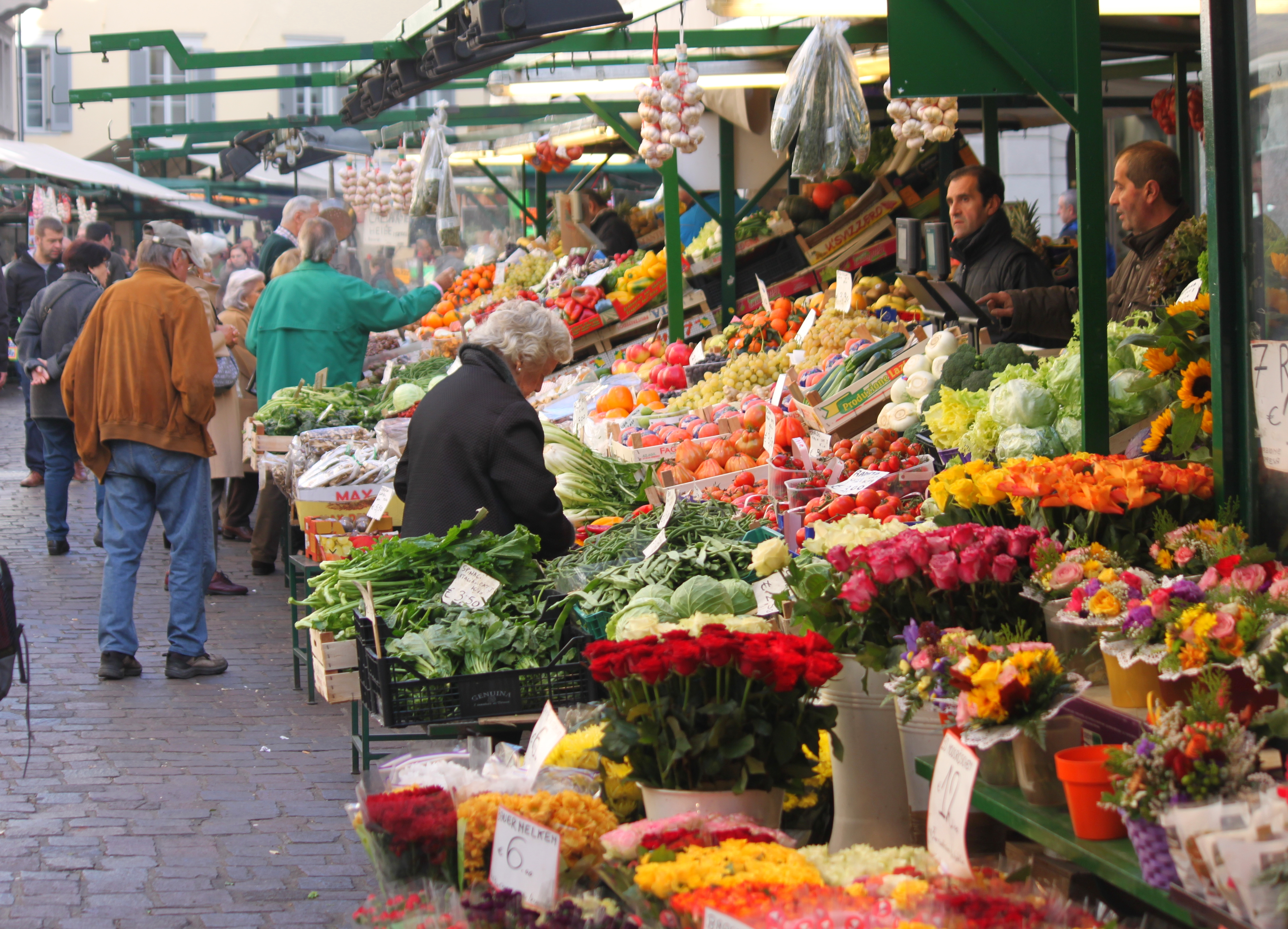
De beroemde fruitmarkt
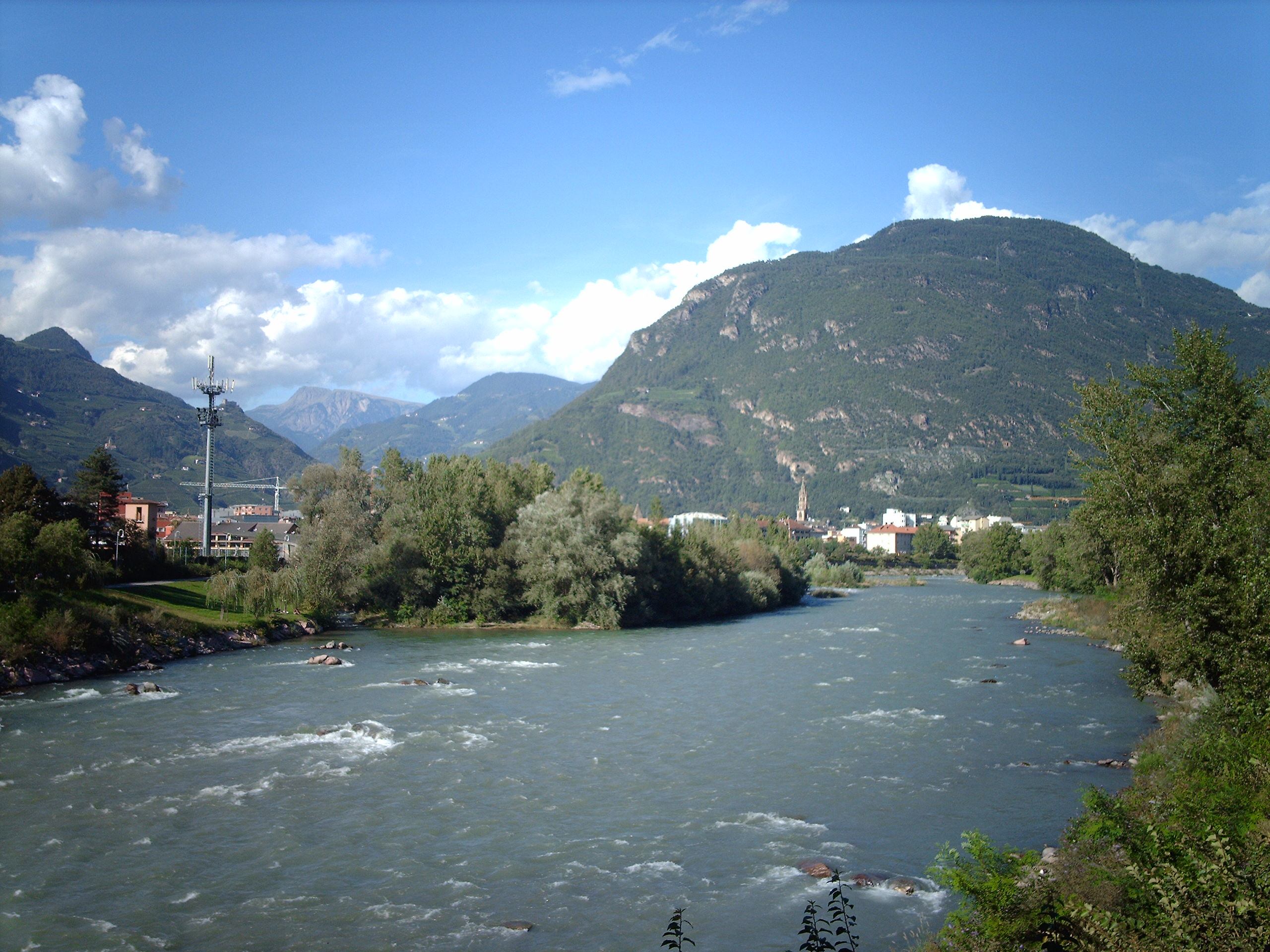
Blik op Bolzano over de Eisack
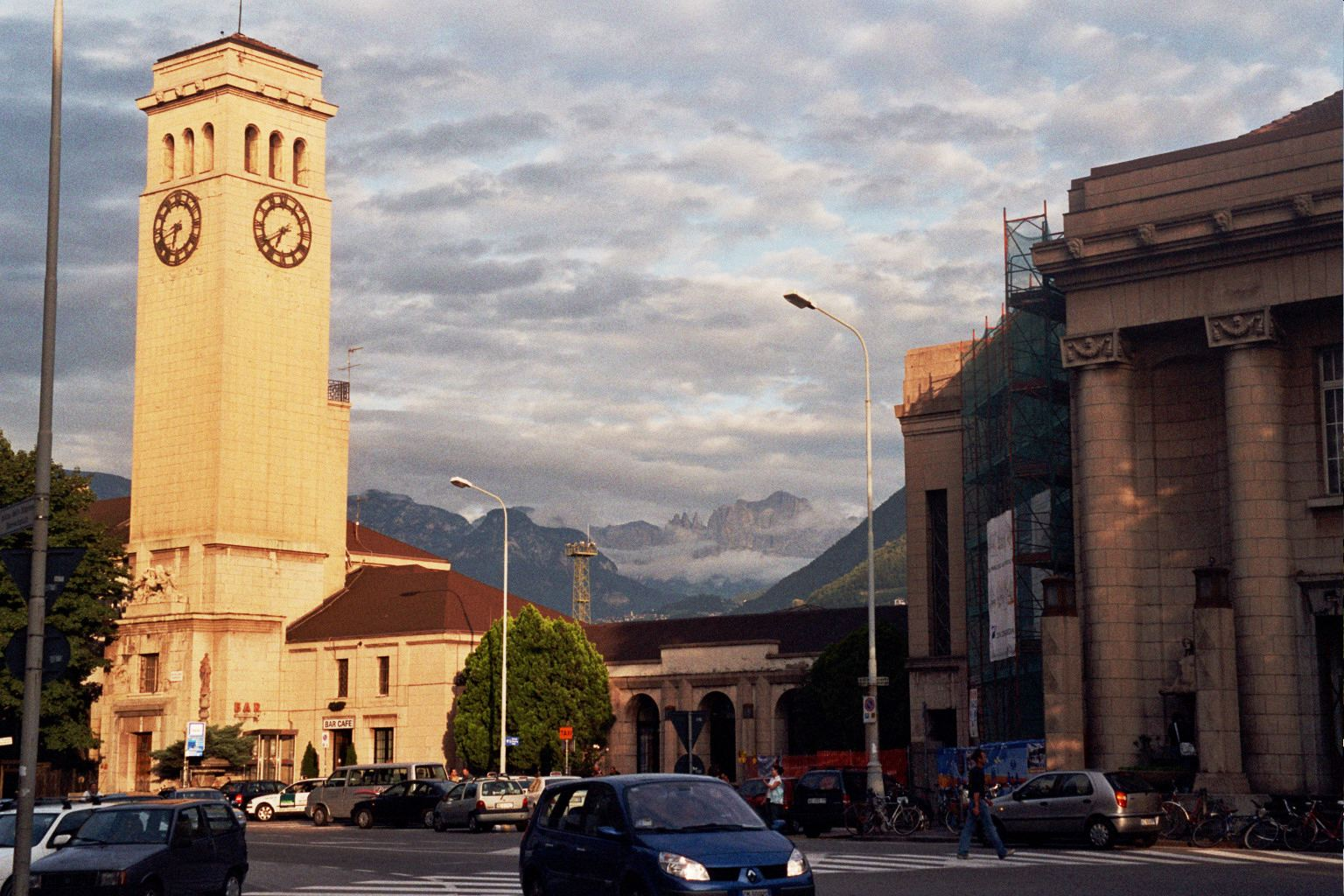
Station Bolzano

## Voetnoten
1. ↑  Italiaans bureau voor statistiek